# ريتشارد غاردنر
ريتشارد غاردنر (بالإنجليزية: Richard Lavenham Gardner)‏ هو عالم وراثة وأحيائي بريطاني، ولد في 10 يونيو 1943 في دوركينغ في المملكة المتحدة.